# Heybatulla Hajialiyev
Heybatulla Hajialiyev est un boxeur azerbaïdjanais né le 30 juin 1991.

## Carrière
Sa carrière amateur est principalement marquée par une médaille de bronze remportée aux championnats d'Europe d'Ankara en 2011 dans la catégorie super-légers.

### Jeux olympiques
- Premier tour des Jeux de 2012 à Londres, Angleterre

### Championnats d'Europe de boxe amateur
- Médaille de bronze en -64 kg en 2011 à Ankara, Turquie